# Nature morte au panier de fruits
Nature morte au panier de fruits, anciennement Nature morte au pichet ou Nature morte au couteau, est un tableau réalisé par le peintre français Maurice de Vlaminck entre 1908 et 1914.

## Description
Cette huile sur toile est une nature morte cubiste représentant notamment un panier de fruits, un compotier, un pichet et un couteau.
Partie des collections du musée national d'Art moderne à Paris, elle se trouve en dépôt au musée des Beaux-Arts de Chartres, depuis le 19 juin 1995.